# Latino World Order
Il Latino World Order (noto anche con l'acronimo LWO) è una stable attiva in WWE formata da Rey Mysterio, Cruz Del Toro, Joaquin Wilde, e Dragon Lee.
Creata nel 1998 nella World Championship Wrestling, era ispirata al New World Order, altra stable che imperversava in WCW.

## Storia

### World Championship Wrestling (1998–1999)
L'LWO venne formata nel 1998 a seguito di un conflitto fra Eddie Guerrero ed Eric Bischoff. Il gruppo era composto dalla quasi totalità dei wrestler messicani del roster della WCW, come Rey Misterio Jr., Psychosis, La Parka, Hector Garza e Juventud Guerrera. Chavo Guerrero Jr., anche lui di origine messicane, tentò di entrarvi alcune volte, ma Eddie non gli permise di diventare un membro poiché la storyline di allora prevedeva che Chavo si comportasse da pazzo e portasse sempre con sé un cavallo di legno chiamato Pepe.
I colori della stable erano rosso, bianco e verde, gli stessi colori della bandiera messicana. La prima apparizione del gruppo in WCW avvenne durante un'edizione di Monday Nitro durante la quale Eddie Guerrero interruppe un match fra Hector Garza e Damian. Guerrero iniziò a parlare del fatto che i dirigenti della WCW mettevano i wrestler latini l'uno contro l'altro, ed avanzò la proposta di formare una fazione da loro composta.
Il 4 gennaio 1999 le due fazioni del New World Order, il Wolfpac e il Black and White, si riunirono. Essi ordinarono immediatamente ai membri del Latino World Order di sciogliere il gruppo o ne avrebbero pagate le conseguenze. L'ultimatum fu accettato da tutti i membri della stable tranne Mysterio. Ciò fu l'inizio del feud tra Mysterio e Konnan da una parte e gli Outsiders dall'altra.

### WWE (2023–presente)
Nell'episodio di SmackDown del 31 marzo 2023, Rey Mysterio ha riformato la stable regalando magliette LWO ai membri della stable Legado Del Fantasma (Santos Escobar, Joaquin Wilde, Cruz Del Toro e Zelina Vega) poiché il gruppo aveva aiutato Rey nella sua faida contro Il Judgement Day (Dominik Mysterio, Finn Bálor, Damian Priest e Rhea Ripley) nelle settimane precedenti. Nella prima notte di WrestleMania 39, Escobar, Wilde, Del Toro e il rapper Bad Bunny hanno assistito Rey nel suo match contro Dominik, che a sua volta era assistito dai suoi compagni di squadra del Judgment Day Finn Bálor e Damian Priest, incontro poi vinto da Rey Mysterio.  Nell'episodio del 7 aprile di SmackDown,  Mysterio ed Escobar che hanno perso contro Dominik e Priest. Nella puntata del 17 aprile di Raw, Mysterio ha perso contro Solo Sikoa. Nella stessa puntata l'LWO ha assistito Matt Riddle, Kevin Owens e Sami Zayn nella rissa contro il Judgment Day e la Bloodline. Nella puntata di Raw del 24 aprile Rey ha sconfitto Priest per squalifica dopo che Priest ha lanciato una sedia d'acciaio a Rey. Nella puntata di Raw del 1 maggio dedicata al Draft, la stable viene scelta dal roster di SmackDown. Nella puntata del 5 maggio di SmackDown, Bad Bunny e l'LWO hanno salvato Rey Mysterio da un attacco del Judgment Day, dopo quest'episodio Mysterio consegna a Bad Bunny una maglietta LWO. A Backlash, Zelina Vega non è riuscita a vincere lo SmackDown Women's Championship di Rhea Ripley mentre Bad Bunny ha sconfitto Priest con l'assistenza di Savio Vega, Carlito (che indossavano entrambi magliette LWO), Rey Mysterio e il resto dell'LWO. Nella puntata di SmackDown del 10 novembre Santos effettuò un turn heel attaccando Rey Mysterio dopo che questi aveva preso le difese di Carlito.

## Nel wrestling

### Musiche d'ingresso
- Latino World Order di Jimmy Hart e Howard Helm (WCW; 1998–1999)
- Booyaka 619 V2 dei P.O.D. (WWE; 2023)
- Our World dei def rebel (WWE; 2023–presente)[1]